# Gabriele Pizzurro
Gabriele Pizzurro (Roma, 26 ottobre 2004) è un attore italiano. Ha recitato da protagonista nel film di Giuseppe Fiorello Stranizza d'amuri.

## Biografia
Figlio dell'autore e regista Luca Pizzurro, direttore artistico del Teatro del Torrino (a Roma in zona Torrino) e della Scuola di Formazione per Attori Actors Academy, dopo aver conseguito il diploma al liceo linguistico si divide tra la Civica scuola di teatro Paolo Grassi di Milano e l'Accademia d'Arte Drammatica Silvio D'Amico di Roma.
Muove i suoi primi passi nel mondo della recitazione calcando le scene teatrali, esordendo a 5 anni al Teatro del Torrino e l'anno successivo al teatro Mancinelli di Orvieto con lo spettacolo Supercalifragilistichespiralidoso. La sua prima tournée ha invece inizio a 8 anni, quando prende parte allo spettacolo La Bella e la Bestia al fianco di Alessia Fabiani, nel ruolo di Lumière, spostandosi fra L'Aquila, Foggia e Barletta.Una seconda tournée lo vede invece nel ruolo di Pinocchio nello spettacolo omonimo poco tempo dopo, per poi vestire i panni del coprotagonista di Charlie Chaplin, storia di un uomo interpretando il ruolo di Chaplin da bambino al teatro Marconi di Roma e a Cantù. Successivamente interpreta Simba in The Lion King con le coreografie di André de la Roche in tournée a Torino e Barletta.
Dal 2016 al 2018 recita al fianco di Franco Oppini nello spettacolo Charlie e la magia del cioccolato con le coreografie di Andre de la Roche in tournée a Barletta, Foggia e Fiorenzuola, dando prova anche delle sue doti di ballerino e cantante.
Sempre nel 2016 entra a far parte della Compagnia dei giovani del teatro del Torrino per le produzioni Dante restart, Immaturi e L'acrobata, nell'aprile 2018 interpreta Peter van Pels in un adattamento del Diario di Anna Frank e nel maggio dello stesso anno si cimenta in una produzione chiamata Animali al teatro del Torrino.
Nel 2018 partecipa ad una masterclass tenuta da Francesco Montanari e si avvicina così al mondo del cinema. In poco tempo entra far parte di un'agenzia cinematografica.
Nel febbraio 2019 si aggiudica il 3º posto in Musical il concorso a Firenze e vince una borsa di studio per l'accesso all'accademia del Musical di Parma. Nell'estate del 2019 partecipa ad una masterclass intensiva sulla danza a Salsomaggiore guidata da Mike Denmann, Gentian Doda, Barbara Cocconi e Khiley Williams.
Nel 2021 è co-protagonista nello spettacolo Oliver Twist realizzato al Salone Margherita e sempre nello stesso anno presta il volto allo spot di Harry's per la Francia.
A 17 anni viene scelto da Beppe Fiorello come co-protagonista del suo film Stranizza d'amuri, che lo porta a vincere diversi premi d'importanza internazionale tra cui quello di attore rivelazione dell'anno 2023 ai Farnese Arthouse Award. 
Nel 2025 è nel cast del terzo capitolo della famiglia Rovelli al fianco di Fabio De Luigi e Valentina Lodovini in 10 giorni con i suoi.

## Filmografia

### Cinema
- Stranizza d'amuri, regia di Giuseppe Fiorello (2023)
- 10 giorni con i suoi, regia di Alessandro Genovesi (2025)